# Буселанж
Буселанж (фр. Bousselange) насеље је и општина у источном делу централне Француске у региону Бургоња, у департману Златна обала која припада префектури Бон.
По подацима из 2011. године у општини је живело 51 становника, а густина насељености је износила 7,08 становника/km². Општина се простире на површини од 7,2 km². Налази се на средњој надморској висини од 184 метара (максималној 195 m, а минималној 181 m).

## Демографија
| 1962. | 1968. | 1975. | 1982. | 1990. | 1999. | 2011. |
| ----- | ----- | ----- | ----- | ----- | ----- | ----- |
| 84    | 88    | 82    | 76    | 69    | 66    | 51    |

График промене броја становника у току последњих година